# Pou de la Vila (la Granadella)
El Pou de la Vila és una obra del municipi de la Granadella (Garrigues) inclosa en l'Inventari del Patrimoni Arquitectònic de Catalunya.

## Descripció
Antic pou de la vila, exteriorment hi ha un arc apuntat. La base quadrada està feta de grans blocs de pedra irregulars a excepció dels angles i l'arc pròpiament dit que són carreus ben escairats. L'arcada apuntada està emmarcada dins d'una estructura rectangular amb acabament pla que li dona un aspecte com de portada. Tocant al pou hi ha unes piques de pedra per rentar la roba, avui en desús.